# Линд (тауншип, Миннесота)
Линд (англ. Lynd) — тауншип в округе Лайон, Миннесота, США. На 2000 год его население составило 471 человек.

## География
По данным Бюро переписи населения США площадь тауншипа составляет 93,0 км², из которых 92,9 км² занимает суша, а 0,1 км² — вода (0,11%).

## Демография
По данным переписи населения 2000 года здесь находились 471 человек, 155 домохозяйств и 135 семей.  Плотность населения —  5,1 чел./км².  На территории тауншипа расположено 163 постройки со средней плотностью 1,8 построек на один квадратный километр. Расовый состав населения: 98,51 % белых, 0,21 % азиатов и 1,27 % приходится на две или более других рас. Испанцы или латиноамериканцы любой расы составляли 0,85 % от популяции тауншипа.
Из 155 домохозяйств в 51,6 % воспитывались дети до 18 лет, в 78,7 % проживали супружеские пары, в 4,5 % проживали незамужние женщины и в 12,3 % домохозяйств проживали несемейные люди. 8,4 % домохозяйств состояли из одного человека, при том 3,2 % из — одиноких пожилых людей старше 65 лет. Средний размер домохозяйства — 3,04, а семьи — 3,23 человека.
29,7 % населения — младше 18 лет, 8,1 % — в возрасте от 18 до 24 лет, 27,4 % — от 25 до 44, 27,4 % — от 45 до 64, и 7,4 % — старше 65 лет. Средний возраст — 36 лет. На каждые 100 женщин приходилось 124,3 мужчин.  На каждые 100 женщин старше 18 приходилось 122,1 мужчин.
Средний годовой доход домохозяйства составлял 57 083 доллара, а средний годовой доход семьи —  63 750 долларов. Средний доход мужчин —  34 583  доллара, в то время как у женщин — 25 000. Доход на душу населения составил 21 921 доллар. За чертой бедности не находилась ни одна семья и 0,8 % всего населения тауншипа.